# Panamerikanische Spiele 2019/Leichtathletik – 4 × 400 m der Frauen
Die 4-mal-400-Meter-Staffel der Frauen bei den Panamerikanischen Spielen 2019 fand am 10. August im Villa Deportiva Nacional in der peruanischen Hauptstadt Lima statt.
36 Läuferinnen aus neun Ländern traten zu dem Lauf an. Die Goldmedaille gewann die Staffel aus den Vereinigten Staaten nach 3:26,46 min, Silber ging an Kanada mit 3:27,01 min und die Bronzemedaille gewannen Jamaika mit 3:27,61 min.

## Rekorde
Vor dem Wettbewerb galten folgende Rekorde:
| Weltrekord        | Sowjetunion Tazzjana Ljadouskaja, Olga Nasarowa Marija Pinigina, Olha Bryshina       | 3:15,17 min | Olympische Spiele in Seoul, Südkorea         | 1. Oktober 1988 |
| Rekord der Spiele | Vereinigte Staaten Diane Dixon, Rochelle Stevens Valerie Brisco-Hooks, Denean Howard | 3:23,35 min | Panamerikanische Spiele in Indianapolis, USA | 16. August 1987 |

## Ergebnis
10. August 2019, 16:40 Uhr
| Platz | Bahn | Land               | Athletinnen                                                                   | Zeit (min) |
| ----- | ---- | ------------------ | ----------------------------------------------------------------------------- | ---------- |
|       | 4    | Vereinigte Staaten | Lynna Irby Jaide Stepter Anna Cockrell Courtney Okolo                         | 3:26,46    |
|       | 6    | Kanada             | Natassha McDonald Aiyanna Stiverne Kyra Constantine Sage Watson               | 3:27,01 SB |
|       | 7    | Jamaika            | Stephenie Ann McPherson Tiffany James Natoya Goule Roneisha McGregor          | 3:27,61 SB |
| 4     | 8    | Kuba               | Zurian Hechavarría Rose Mary Almanza Marelys Alfonso Roxana Gómez             | 3:30,89 SB |
| 5     | 1    | Puerto Rico        | Paris Garcia Grace Claxton Alethia Marrero Gabriella Scott                    | 3:30,89 SB |
| 6     | 9    | Kolumbien          | Lina Licona Melissa González Rosangélica Escobar Jennifer Padilla             | 3:33,02    |
| 7     | 5    | Chile              | Martina Weil Stephanie Saavedra María José Echeverría María Fernanda Mackenna | 3:39,95    |
| 8     | 3    | Argentinien        | María Diogo Fiorella Chiappe Valeria Barón Noelia Martínez                    | 3:41,39    |
| 9     | 2    | Peru               | Triana Alonso Jimena Copara Kimberly Cardoza Maitte Torres                    | 3:45,54    |